# Rockville (Utah)
Rockville è una città degli Stati Uniti d'America, situata nello Stato dello Utah, nella Contea di Washington.